# Liu Yandong
Liu Yandong, född 1945, är en kinesisk kommunistisk politiker på nationell nivå. 
Liu är dotter till Liu Ruilong, som deltog i den Långa marschen och var politisk kommissarie i Nya fjärde armén i det andra kinesisk-japanska kriget. Hon räknas därför till "kronprinsessorna" bland dagens kinesiska ledare.
Liu fick sin högre utbildning vid Tsinghuauniversitetet och gick med i Kinas kommunistiska parti 1964. Hon var aktiv i det kommunistiska ungdomsförbundet och var från 2002 till 2007 chef för partiets avdelning för enhetsfronten som är underställd partiets centralkommitté. Mellan 2003 och 2008 var hon vice talman i Kinesiska folkets politiskt rådgivande konferens.
2007 blev hon ledamot i politbyrån i Kinas kommunistiska parti. Hon var fram till 2012 den enda kvinnan i politbyrån. Vid valet till den artonde politbyrån (25 november 2012) tillkom ytterligare en kvinna, Sun Chunlan, som ledamot i politbyrån.
År 2008 blev Liu medlem i Folkrepubliken Kinas statsråd. Hon var statsråd fram till 16 mars 2013, då hon utsågs till andra rangens vice premiärminister. När hon gick i pension 2018 var hon den högst rankade kvinnliga politikern i Kina